# Diplomatische Vertretungen Äthiopiens

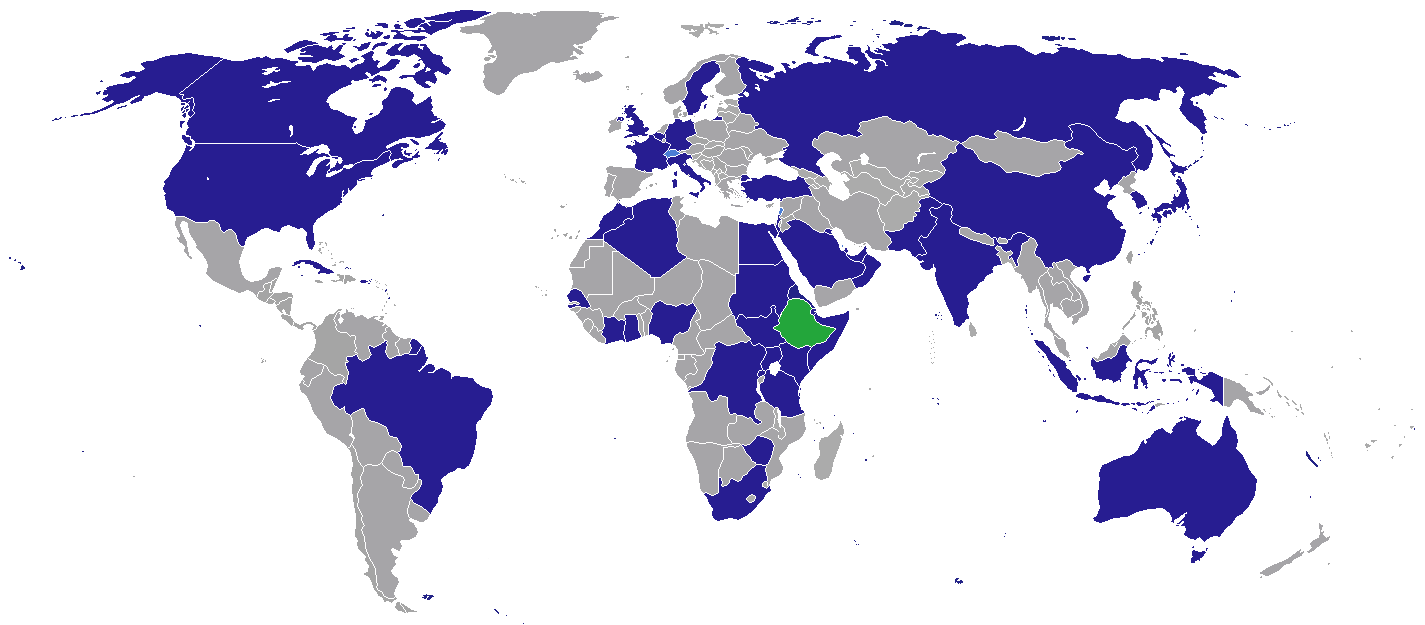
Äthiopien (grün) und Länder, in denen Äthiopien eine Botschaft/ein Konsulat (dunkelblau) oder sonstige diplomatische Vertretungen (hellblau) hat

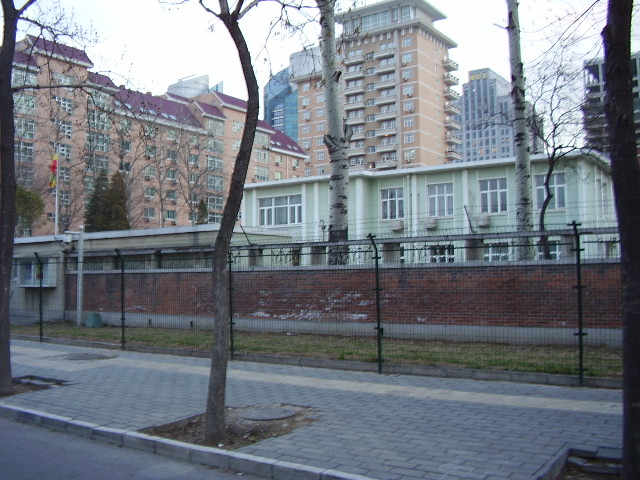
Äthiopische Botschaft in Peking

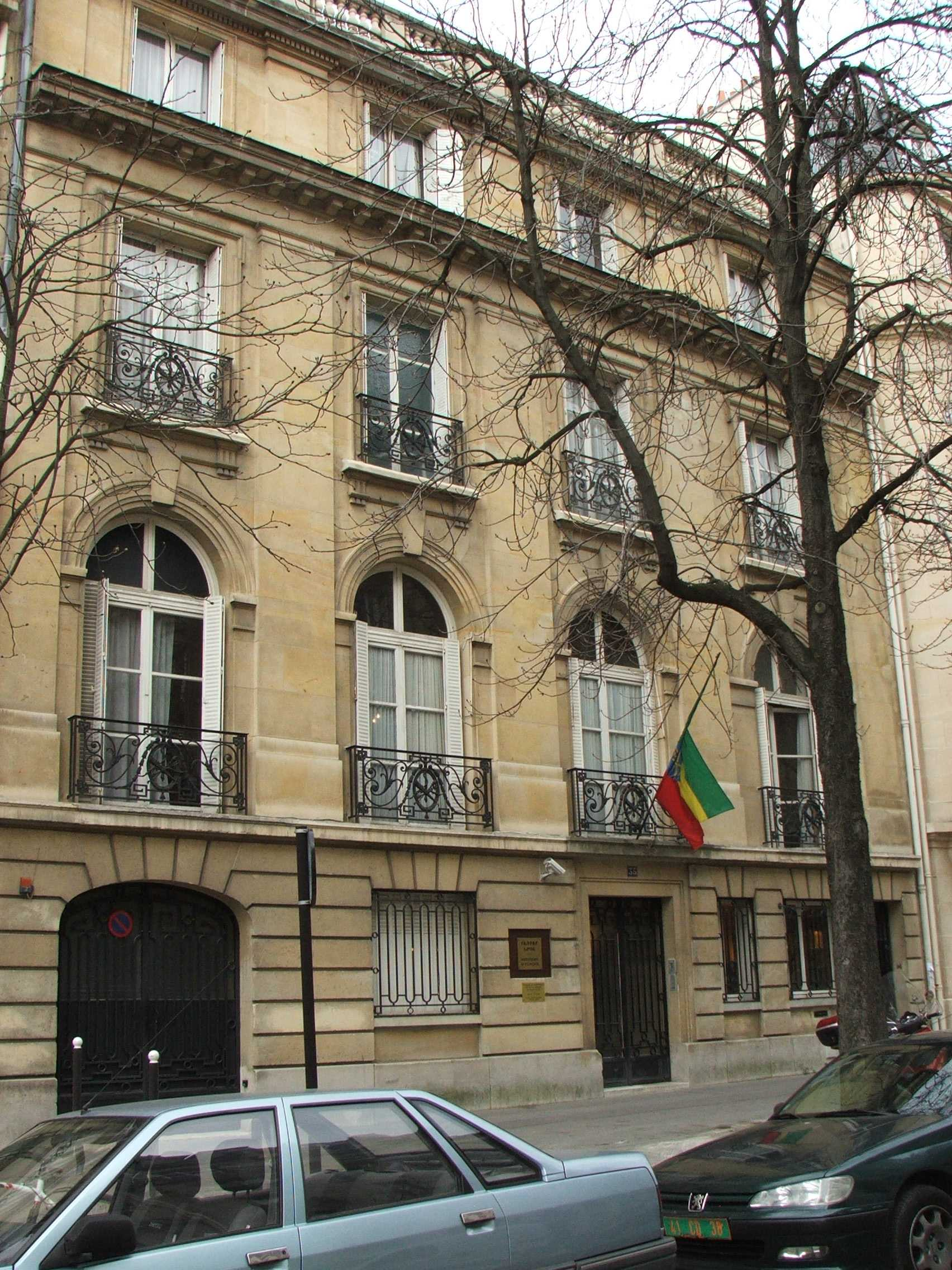
Äthiopische Botschaft in Paris

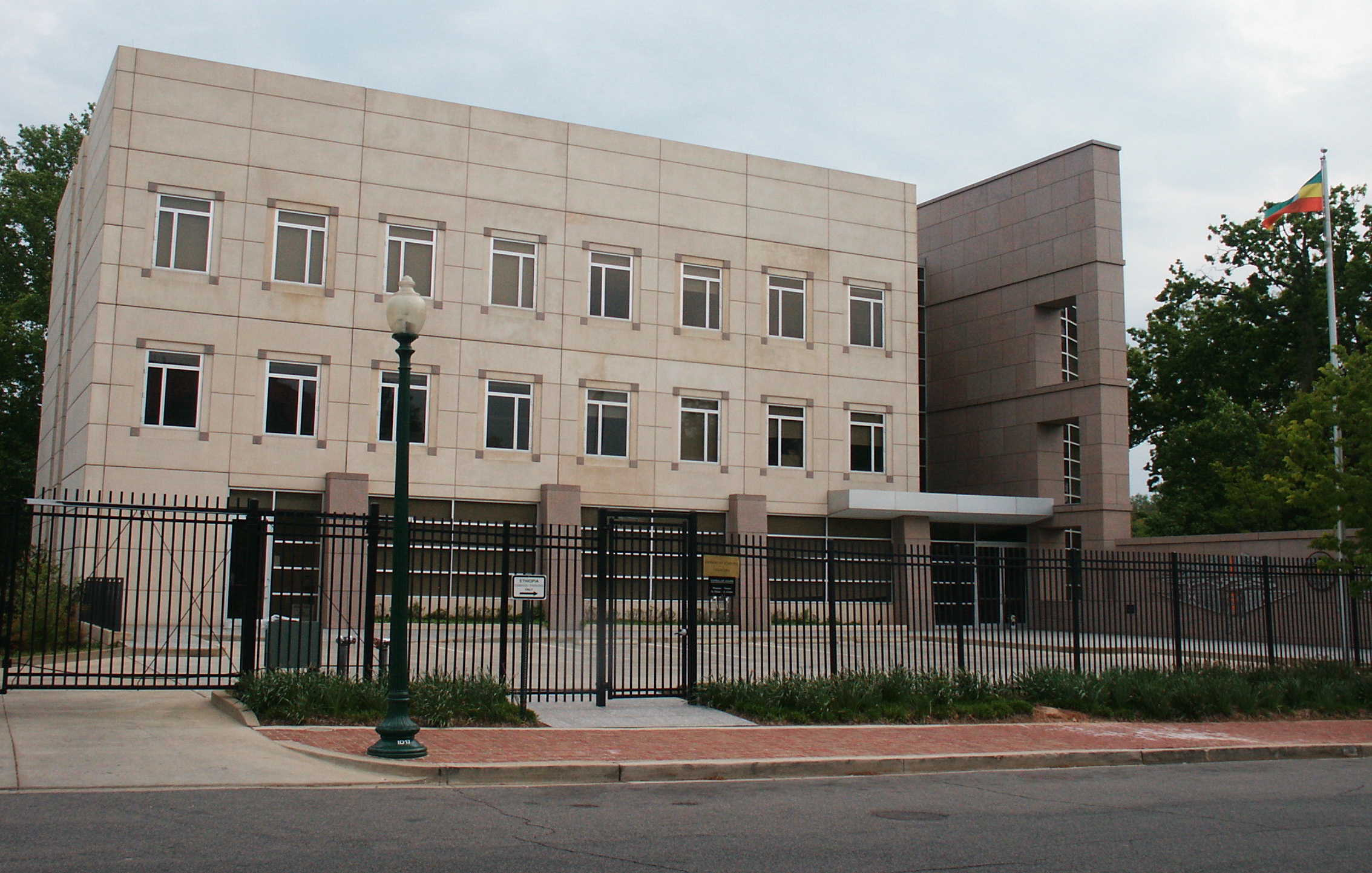
Äthiopische Botschaft Washington, D.C.

Diese Liste der diplomatischen Vertretungen Äthiopiens auf der Welt umfasst Botschaften, Konsulate und verschiedene diplomatische Gesandtschaften.
In Äthiopien hat die Afrikanische Union ihren Sitz.

## Diplomatische und konsularische Vertretungen

### Afrika
| - Ägypten: Kairo, Botschaft - Dschibuti: Dschibuti, Botschaft - Elfenbeinküste: Abidjan, Botschaft - Ghana: Accra, Botschaft - Kenia: Nairobi, Botschaft - Nigeria: Abuja, Botschaft - Ruanda: Kigali, Botschaft - Senegal: Dakar, Botschaft | - Simbabwe: Harare, Botschaft - Somalia: Mogadischu, Botschaft - Somalia: Garoowe, Generalkonsulat - Somalia: Hargeysa, Generalkonsulat - Südafrika: Pretoria, Botschaft - Sudan: Khartum, Botschaft - Südsudan: Juba, Botschaft - Uganda: Kampala, Botschaft |

### Amerika
| - Brasilien: Brasília, Botschaft - Kanada: Ottawa, Botschaft - Kuba: Havanna, Botschaft | - Vereinigte Staaten: Washington, D.C., Botschaft - Vereinigte Staaten: Los Angeles, Generalkonsulat |

### Asien
| - Volksrepublik China: Peking, Botschaft - Volksrepublik China: Chongqing, Generalkonsulat - Volksrepublik China: Guangzhou, Generalkonsulat - Volksrepublik China: Shanghai, Generalkonsulat - Indien: Neu-Delhi, Botschaft - Israel: Tel Aviv, Botschaft - Japan: Tokio, Botschaft - Jemen: Sanaa, Botschaft | - Katar: Doha, Botschaft - Kuwait: Kuwait, Botschaft - Libanon: Beirut, Botschaft - Saudi-Arabien: Riad, Botschaft - Saudi-Arabien: Dschidda, Generalkonsulat - Südkorea: Seoul, Botschaft - Vereinigte Arabische Emirate: Abu Dhabi, Botschaft - Vereinigte Arabische Emirate: Dubai, Generalkonsulat |

### Australien und Ozeanien
- Australien: Canberra, Botschaft

### Europa
| - Belgien: Brüssel, Botschaft - Deutschland: Berlin, Botschaft - Deutschland: Frankfurt, Generalkonsulat - Frankreich: Paris, Botschaft - Irland: Dublin, Botschaft | - Italien: Rom, Botschaft - Russland: Moskau, Botschaft - Schweden: Stockholm, Botschaft - Vereinigtes Königreich: London, Botschaft |

## Quelle
- Offizielle Website des äthiopischen Außenministeriums